# NonfiXion
『nonfiXion』（ノンフィクション）は、ナイトdeライトの2枚目のアルバム。2013年9月11日発売。

## 概要
ナイトdeライトの2nd Album。前作『phyction』から約1年4か月振りのオリジナルアルバム。
2012年3月19日、同年5月5日に1stアルバム『phyction』を、冬に2ndアルバム『nonfiXion』を発売することを発表。
当初は上述の通り2012年冬発売予定であったが、音や曲制作にこだわっているうちに発売が1年遅れてしまったという。
2013年7月11日、アルバム発売日が9月11日であることを発表
前作『phyction』と対比設定になっており、CDジャケットの配色やイラストなども対比関係になっている。
なお、CDケース内側にはアルバムのタイトル『nonfiXion』の「X」が書かれており、それを前作『phyction』に書かれている「P」と合わせたものである「☧(＝モノグラム(ラバルム))」が4thシングル『モノグラム』に書かれており、これら三作は繋がっているということがわかる。

## 収録曲

### リスト
| #         | タイトル                  | 作詞       | 作曲・編曲 | 時間 |
| --------- | ------------------------- | ---------- | ---------- | ---- |
| 1.        | 「∞」                     | 遠藤稔     | 遠藤稔     | 1:09 |
| 2.        | 「大切サウンドぅ」        | 三橋恵之矩 | 三橋恵之矩 | 5:56 |
| 3.        | 「虹」                    | 長沢紘宣   | 長沢紘宣   | 2:41 |
| 4.        | 「essence」               | 長沢紘宣   | 長沢紘宣   | 4:41 |
| 5.        | 「ストレスキュー隊」      | 長沢紘宣   | 長沢紘宣   | 3:24 |
| 6.        | 「きみの笑顔 ぼくの笑顔」 | 田中満矢   | 田中満矢   | 5:02 |
| 7.        | 「悩み解決事務所」        | 長沢紘宣   | 長沢紘宣   | 4:20 |
| 8.        | 「nonfiXion」             | 長沢紘宣   | 長沢紘宣   | 6:58 |
| 合計時間: | 合計時間:                 | 34:11      |            |      |

### 収録曲について
1. ∞
作曲:遠藤稔
インストゥルメンタル
2. 大切サウンドぅ
作詞/作曲:三橋恵之矩
前トラック「∞」と音が繋がっている。
3. 虹
作詞/作曲:長沢紘宣
2012年、大丸札幌店内BGM。
2012年12月24日放送のSTVラジオ「目の不自由な方へ音の出る信号機を〜STVラジオ・チャリティ・ミュージックソン〜」テーマ曲[3]。
ナイトdeライトの中で、インストゥルメンタルを除くと曲の時間が最も短い。
3rdアルバム『Familia』には三橋の書いた同名の楽曲「NIJI」が収録されている。
4. essence
作詞/作曲:長沢紘宣
ナイトdeライトで最もテンポの速い曲で、BPMは201。
作詞・作曲は長沢だが、タイトルは三橋に考えてもらったという[4]。
5. ストレスキュー隊
作詞/作曲:長沢紘宣
ライブでは、メンバーそれぞれが楽器の担当を交代して演奏することが多い。
1stアルバム『phyction』に収録されている「phyction」以来2曲目の短調曲。
6. きみの笑顔 ぼくの笑顔
作詞/作曲:田中満矢
アコースティックライブではほぼ必ず演奏される。
ライブでは、平野の持ったベルを田中が食器のフォークで鳴らすという場面があるが、失敗することがよくある[5]。また、最後のラララの部分は観客全員で歌う。
曲の間奏のハーモニカは田中が演奏している[6]。なおライブでは、この部分は平野のカズーになっている。
7. 悩み解決事務所
作詞/作曲:長沢紘宣
初期の頃からあった曲。
公式ウェブサイトで田中が受け持つコーナー名に「ミチヤ牧師の悩み解決事務所」として曲名が使用されている。
8. nonfiXion
作詞/作曲:長沢紘宣
このアルバムの表題曲。
ナイトdeライトの中で最も長い曲だが、半分近くがアウトロである。

## アディショナルミュージシャン
| ミュージシャン | 担当                                                     | 参加トラック |
| -------------- | -------------------------------------------------------- | ------------ |
| 遠藤稔         | 作曲                                                     | M-1          |
| 遠藤稔         | サクソフォン、ストリングス、エフェクトプログラム、ピアノ | M-1~8        |

## レコ発ワンマンツアー『nonfiXion』
|   | 開催日         | 開催地 | 会場            | 備考     |
| - | -------------- | ------ | --------------- | -------- |
| 1 | 2013年9月13日  | 函館   | Club COCOA      |          |
| 2 | 2013年9月16日  | 札幌   | KRAPS HALL      |          |
| 3 | 2013年9月20日  | 東京   | GUILTY          |          |
| 4 | 2013年9月24日  | 新潟   | SHOW!! CASE!!   |          |
| 5 | 2013年10月6日  | 沖縄   | HUMAN STAGE     |          |
| 6 | 2013年10月8日  | 大分   | 大分音楽館      | 追加公演 |
| 7 | 2013年10月11日 | 福岡   | BEAT STATION    |          |
| 8 | 2013年10月14日 | 京都   | VOXhall-BIG BAN |          |
| 9 | 2013年10月25日 | 名古屋 | 新栄DAYTRYVE    |          |